# Dahaneh Morghak
Dahaneh Morghak (persiska: دهنه مرغک) är en ort i Iran.   Den ligger i provinsen Kerman, i den sydöstra delen av landet, 1 000 km sydost om huvudstaden Teheran. Dahaneh Morghak ligger 1 857 meter över havet och antalet invånare är 251.
Terrängen runt Dahaneh Morghak är lite bergig. Runt Dahaneh Morghak är det glesbefolkat, med 14 invånare per kvadratkilometer. Närmaste större samhälle är Derījān, 12,4 km sydost om Dahaneh Morghak. Omgivningarna runt Dahaneh Morghak är i huvudsak ett öppet busklandskap.